# Nagara (croiseur)
Pour les articles homonymes, voir Nagara.
Le Nagara (長良) était un croiseur léger, navire de tête de la classe Nagara en service dans la Marine impériale japonaise. Baptisé du nom de la rivière Nagara (dans la région du Chūbu), il a été lancé en 1922 et torpillé en août 1944.

## Historique

### Début de carrière
Sa quille est posée le 9 septembre 1920 à l'Arsenal naval de Sasebo, il est lancé le 25 avril 1922 et est mis en service le 21 avril 1922. Peu après sa mise en service, le Nagara est basé à Port Arthur où il patrouille au large de la côte de Tsingtao, en Chine. Il est commandé par le capitaine Takeo Takagi de novembre 1933 à novembre 1934 et, par le capitaine Sadamichi Kajioka de novembre 1935 à décembre 1936. Lors de la guerre sino-japonaise, il couvre les transports de troupes pendant la bataille de Shanghai. Il patrouille dans cette zone ainsi que dans le fleuve Yangzi Jiang jusqu'à 1939. En compagnie des croiseurs lourds Myōkō et Nachi, le navire participe à l'opération de l'île de Hainan (en), commandé par le vice-amiral Nobutake Kondō. Du 30 janvier au 8 avril 1941, le Nagara assiste à l'invasion japonaise de l'Indochine. Du 10 juin au 9 septembre, il fournit une couverture lors du débarquement des troupes japonaises dans le sud de la Chine.

### Invasion des Philippines et des Indes néerlandaises
Le 10 septembre 1941, le Nagara est attribué à la 16e division de croiseur du vice-amiral Ibō Takahashi de la 3e flotte. Il est en compagnie des navires Ashigara, Kuma, Natori et la 5e flottille de Destroyer. Le 26 novembre 1941, alors navire amiral de la 4e unité d'Attaque Surprise du contre-amiral Kyuji Kubo, le navire est basé à Palaos lors de l'attaque de Pearl Harbor.
Les 11 et 12 décembre 1941, il couvre des débarquements de troupes à Legaspi (Luzon, Philippines). Il y retourne du 24 au 30 décembre 1941 pour couvrir d'autres débarquements dans le sud-est de l'île de Luzon.
En janvier 1942, le Nagara est chargé d'escorter le convoi Sasebo n ° 1 « Force navale Spéciale de Débarquement » à Manado et Kendari, dans les Célèbes. Le 25 janvier 1942 à Kendari, il entre en collision avec le destroyer Hatsuharu, endommageant sa coque. Il est relevé par le destroyer Hatsushimo et envoyé à Davao pour des réparations.
De retour à Célèbes en février 1942, il couvre l'invasion de Makassar. Dans la nuit du 6 février 1942, il est attaqué sans succès de deux torpilles Mark 14 tirées de l'USS Sculpin.
Le 17 février 1942, il escorte un convoi de troupes de la 48e division pour l'invasion de Bali et de Java. Au cours de l'opération, le HMS Truant tire six torpilles qui le manquent.
Le 29 mars 1942, il participe à la bataille de l'île Christmas où il est attaqué par trois torpilles sans succès par l'USS Seawolf. Il retourne au Japon le 2 avril 1942 puis entre en cale sèche à l'Arsenal naval de Maizuru du 12 au 24 avril 1942.
Il est transféré dans la 10e flottille de Destroyer de la 1re flotte de l'amiral Chūichi Nagumo avec les destroyers Nowaki, Arashi, Hagikaze, Maikaze, Makigumo, Kazagumo, Yūgumo, Urakaze, Isokaze, Hamakaze et Tanikaze.

### Bataille de Midway
Lors de la bataille de Midway, le Nagara accompagne la Force de frappe de l'amiral Nagumo avec les porte-avions Akagi, Kaga, Sōryū, Hiryū, les cuirassés Haruna et Kirishima et les croiseurs Tone et Chikuma. Le 4 juin 1942, le Nagara contre-attaque sans succès le sous-marin USS Nautilus après que ce dernier ait tenté de torpiller le Kirishima. Après la perte de l'Akagi par des bombardiers en piqué de l'USS Enterprise, le Nowaki puis le Nagara devient navire amiral de la Force de frappe.
Le Nagara retourne en toute sécurité au Japon le 13 juin 1942. Il ramène au cours de son voyage environ 500 blessés à Hashirajima qui sont ensuite transférés sur le navire Hikawa Maru le 15 juin.

### Batailles des Salomon et de Guadalcanal
Le 14 juillet 1942, la 10e flottille de Destroyer est réaffectée dans la 3e flotte. Le Nagara et la Flottille partent pour Truk, dans les îles Carolines le 16 août 1942. La Flotte comprenait les porte-avions Shōkaku, Zuikaku, Ryūjō, les cuirassés Hiei et Kirishima, les croiseurs Tone et Chikuma et les destroyers Akigumo, Makigumo, Kazagumo, Yūgumo, Akizuki, Hatsukaze, Nowaki, Amatsukaze, Maikaze, Tanikaze et Tokitsukaze.
Le 25 août 1942, le Nagara participe à la bataille des Salomon orientales où il n'est pas endommagé. Il retourne à Truk le 5 septembre 1942. Basé dorénavant sur cette île, le navire effectue plusieurs patrouilles vers les Salomon en septembre. Du 25 au 26 octobre 1942, il participe à la bataille de Santa Cruz et retourne à Truk en bon état.
Lors de la bataille navale de Guadalcanal en novembre 1942, le navire est touché par un obus de 5 pouces (130 mm) du croiseur USS San Francisco, tuant six membres d'équipage et causant quelques dégâts à la coque. Le Nagara se retire vers l'ouest, autour de Savo, en escortant le Kirishima, lui-même remorquant le Hiei. Le Hiei fut plus tard coulé par des avions de la base de Henderson Field, des B-17 Flying Fortress d'Espiritu Santo et des bombardiers de l'Entreprise.
Le vice-amiral Gunichi Mikawa quittent les îles Shortland pour Guadalcanal en compagnie du Chōkai, Kinugasa, Isuzu, Arashio et Asashio avec pour mission de bombarder la base d'Henderson Field. Les croiseurs Maya, Suzuya, Tenryū et les destroyers Kazagumo, Makigumo, Michishio et Yūgumo les ont accompagné, tandis que le Kirishima, Atago, Takao, Nagara et six destroyers formèrent une unité mobile.
Le 15 novembre 1942, le Nagara et ses destroyers tirent plus de 30 torpilles Type 93 sur l'USS South Dakota, mais aucune n'atteint son but. Le Nagara, non endommagé, retourne à Truk le 18 novembre 1942.
Le 20 novembre 1942, le Nagara devient navire amiral de la 4e flotte de Destroyer du contre-amiral Takama.
Après un retour à Maizuru pour des travaux de réaménagement fin 1942, le canon de 140 mm no 5 est retiré. Pendant les exercices d'artillerie à Saipan, il subit des dommages mineurs après une explosion accidentelle dans sa soute à carburant. Il retourne ensuite à Truk le 25 janvier 1943.
Début février, il participe à l'évacuation de Guadalcanal, récupérant 11 700 soldats de l'Armée impériale japonaise.
En juin 1943, il escorte la « Force navale Spéciale de Débarquement » Yokosuka no 2 lors de l'opération RY.

### Opérations dans le Pacifique Sud
En juillet 1943, le Nagara escorte le porte-avions Jun'yō, transportant des avions vers Kavieng, en Nouvelle-Guinée. Pendant l'amarrage, le Nagara saute sur une mine posée pendant la nuit par des hydravions à coque australiens PBY Catalina. Malgré de légers dommages sous sa poupe, le navire continue sa mission.
Le 20 juillet 1943, la 4e flottille est dissoute et le Nagara remplace le Jintsū en tant que navire amiral de la 2e flottille de destroyers de la 2e flotte du contre-amiral Shunji Isaki. Le 20 août 1943, il est réaffecté dans la 8e flotte du vice-amiral Tomoshige Samejima. Il retourne ensuite à Maizuru où il est équipé d'un radar de recherche aérien Type 21 et quatre canons de 25 mm Type 96 en montage double.
Le 1er novembre 1943, le Nagara remplace le Kashima comme navire amiral de la 4e flotte du vice-amiral Masami Kobayashi. Le 14 novembre 1943, il remorque le croiseur léger Agano jusqu'à Truk, torpillé par le sous-marin USS Skate.
Le 22 novembre 1943, il quitte Truk en réponse à l'invasion américaine de Tarawa et des îles Gilbert, arrivant à Kwajalein le 26 novembre 1943. Il est attaqué par des Grumman TBF Avenger et des Douglas SBD Dauntless du Task Group 50.3 des porte-avions USS Enterprise et Essex. Les dégâts sont tels qu'il doit retourner au Japon en janvier 1944.

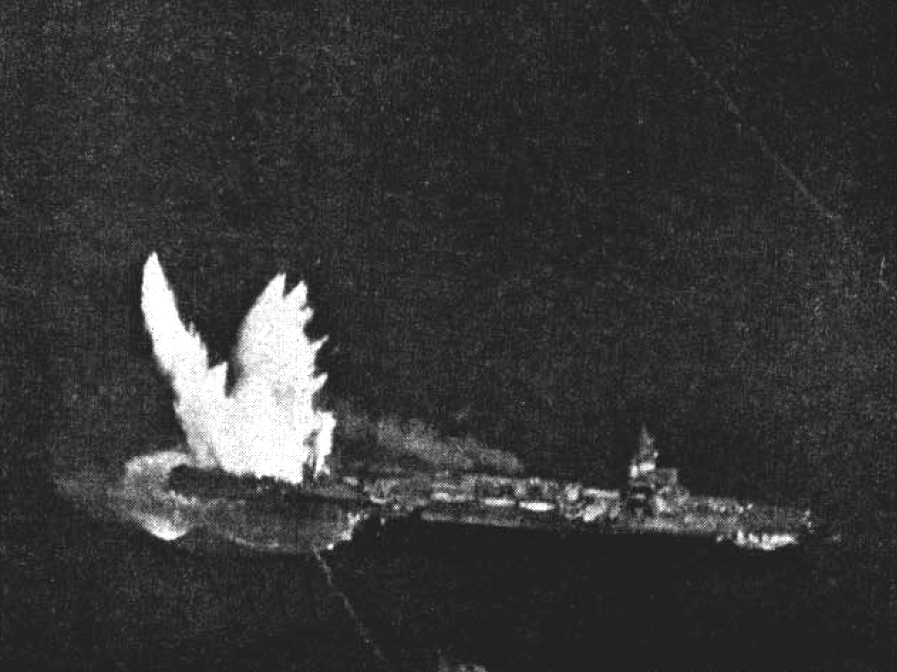
Le Nagara (ou l'Isuzu) sous les bombes américaines à Kwajalein en décembre 1943.

Il est de nouveau modifié à l'Arsenal naval de Maizuru le 26 janvier 1944. Le support du canon de 140 mm no 7 est enlevé et remplacé par un pistolet HA antidérapant de 127 mm. Les tubes lance-torpilles doubles avant et arrière sont remplacés par deux supports quadruples à l'arrière. La catapulte est remplacée par deux montures double canons Type 96 à triple montage, portant le total à 22 canons de 25 mm. Des rails de charges de profondeur sont installés dans la poupe et un ensemble d'hydrophones de Type 93 est installé à l'avant.
Le 15 mai 1944, le Nagara remplace le croiseur Tatsuta comme navire amiral de la 11e flottille de Destroyer de la Flotte combinée. Il opère dans les eaux intérieures japonaises, s’entraînant avec de nouveaux destroyers et escortant un convoi jusqu'à l'Archipel d'Ogasawara en juin et jusqu'à Okinawa en juillet. Pendant un autre aménagement à l'Arsenal naval de Yokosuka le 2 juillet 1944, dix canons type 96 sont installés, portant le total à 32 canons de 25 mm. Il est équipé d'un radar de recherche de surface Type 22.
Le 7 août 1944, alors qu'il est en transit de Kagoshima à Sasebo, le Nagara est repéré par le sous-marin USS Croaker. Stoppé à 1 200 mètres, le sous-marin tire une salve de quatre torpilles, touchant le Nagara à tribord à l'arrière. Le croiseur coule par la poupe au large des îles Amakusa à la position géographique 32° 09′ N, 129° 53′ E. Le capitaine et 348 hommes d'équipage décèdent dans cette attaque, 235 hommes d'équipage sont sauvés. Le navire est rayé des listes de la marine le 10 octobre 1944.